# Niobrarasaurus
Niobrarasaurus coleii
Genre
Espèce
Niobrarasaurus (signifiant « lézard de Niobrara ») est un genre éteint de dinosaures Ankylosauria Nodosauridae qui a vécu au Crétacé il y a 87 à 82 millions d'années. Ses fossiles ont été trouvés dans le membre de Smoky Hill Chalk (en) de la formation de Niobrara, dans l'ouest du Kansas, États-Unis, qui aurait été près du milieu de la mer intérieure occidentale pendant le Crétacé tardif. C'était un Nodosauridae, un ankylosaure sans queue en forme de massue. Il était étroitement lié à Nodosaurus. Le type et seule espèce, Niobrarasaurus coleii, a été découverte et collectée en 1930 par un géologue nommé Virgil Cole.

## Description

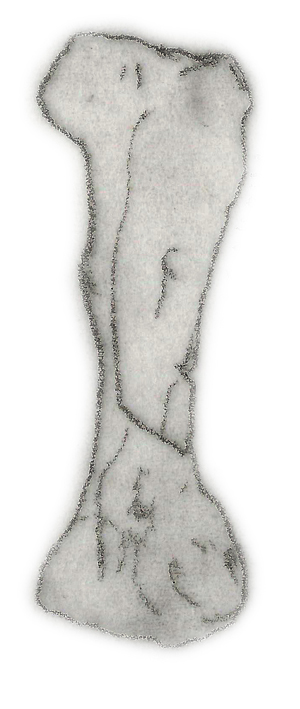
Fémur de Niobrarasaurus.

Elle a été initialement décrite par Mehl en 1936 et nommée Hierosaurus coleii. Il a ensuite été redécrit comme un nouveau genre par Carpenter et al. en 1995. En 2002, le spécimen type a été transféré au Sternberg Museum of Natural History, Hays, Kansas. Il a été estimé à 5 mètres de longueur et environ 227-453 kg selon Thomas Holtz. Paul a donné une estimation plus élevée de 6,5 mètres et 4 tonnes.